# Los motivos de Luz
Los motivos de Luz es una película dirigida por Felipe Cazals y protagonizada por Delia Casanova, Patricia Reyes Spíndola, Martha Aura, Ana Ofelia Murguía, Alonso Echánove y Carlota Villagrán de 1985.

## Argumento
Luz es acusada de asesinar a sus cuatro hijos por lo que es encarcelada. Estando en prisión rememora como era su vida antes de estar en ella. Laboraba como trabajadora doméstica en la Ciudad de México, empleo del que es despedida por los continuos embarazos procedentes de Sebastián, con quien tiene una relación de dominio sexual y de desenfreno, debido a la represión que Luz vivió en la infancia. Una abogada y una psicóloga intervienen para conocer las verdaderas causas de los crímenes que le atribuyen.

## Producción
La película fue rodada a partir del 6 de mayo de 1985 en los Estudios Churubusco de la Ciudad de México. El guion de la película se basó en hechos reales. Fue estrenada el 6 de febrero de 1986 en los cines Chapultepec, Pecime Uno, Cuitláhuac y Lago Dos. La compañía productora fue Chimalistac Producciones. 

## Reparto
| Actor                   | Personaje                |
| ----------------------- | ------------------------ |
| Patricia Reyes Spíndola | Luz Cruz                 |
| Delia Casanova          | Dra. Maricarmen Rebollar |
| Martha Aura             | Abogada Marisela Alférez |
| Ana Ofelia Murguía      | Suegra de Luz            |
| Alonso Echánove         | Sebastián Ramírez        |
| Carlota Villagrán       |                          |
| Dunia Saldívar          |                          |
| Georgina Chavira        |                          |
| Adriana Rojo            |                          |
| María Prado             |                          |
| Luz María Peña          |                          |
| Socorro Camacho         |                          |
| Juán de la Loza         |                          |
| José Ángel García       |                          |
| Carlos Cardán           |                          |

## Recepción
La película fue basada en el caso real de Elvira Luz Cruz, una mujer que fue acusada del homicidio de sus cuatro hijos. El 9 de agosto de 1982, día de los hechos,  Cruz ingirió bebidas alcohólicas y cuando despertó sus cuatro hijos estaban muertos. Por este hecho fue encarcelada, condenada a 27 años de prisión y absuelta de los crímenes tras comprobarse su inocencia. 
Cruz demandó el 14 de enero de 1986 por difamación, daños morales y calumnia al director, los guionistas, la productora y la distribuidora de la película y reclamó 100 millones de pesos como indemnización. Durante el juicio que llevó varios años, los demandados pusieron en duda que afectaran la vida íntima de Cruz, dado que gran parte del caso había sido del dominio público al haber adquirido notoriedad social y aparecer en medios. También quisieron alegar que la película era producto de la ficción pero peritajes encontraron más de 40 coincidencias entre lo descrito por el expediente jurídico y el argumento de la película. Los jueces del caso determinaron que sólo la productora y la distribuidora eran culpables, y Cruz ganó el juicio por lo que fue indemnizada con el 15 por ciento de la recaudación total del filme, unos tres millones de pesos.
Hacia finales de 1986 un grupo feminista se amparó ante un juez para evitar la exhibición de la película, a lo que los productores y distribuidores del filme se opusieron en tribunales, obteniendo dicho reestreno para el 20 de noviembre de ese mismo año.